# Solveig Sæmundardóttir
Solveig Sæmundardóttir (m. 1244) fue una influyente mujer de la Islandia medieval durante la Era Sturlung. Ella era miembro del clan Oddaverjar, hija de Sæmundur Jónsson en Oddi y Valgerður Jónsdóttir, y vivieron en Keldar, Rangárvellir. El padre de Solveig, Sæmundur (m. 1222), había prescrito que debía recibir una parte proporcional de su herencia igual que la de sus hermanos, cuando generalmente las hijas recibían la mitad de un hijo varón. Snorri Sturluson fue asignado para gestionar la división de la herencia. Solveig se casó con Sturla Sighvatsson, cuñado de Snorri.
Solveig se mudó a Sauðafell con su esposo y vivió allí desde entonces. Sturla no estaba en casa cuando Gissur Þorvaldsson apareció una noche de enero de 1229 en Sauðafellsförd y atacó a sangre y fuego a la familia, amenazando a Solveig, aunque ni ella ni sus hijos fueron heridos. Por entonces tenían tres hijos, Guðný y Thuríð y un varón, Jón. Después de la muerte de Sturla en la batalla de Örlygsstaðir, viajó a Noruega con los niños en el verano de 1240 y le encargó a Sturla Þórðarson que cuidara su propiedad, pero regresó en  el verano de 1242 junto a Þórður kakali Sighvatsson. Murió dos años después.